# Acaci Antoni de Ripoll i Mas
Acaci Antoni de Ripoll i Mas (ca. 1578-ca. 1660) fou un jurisconsult. De família noble fou molts anys catedràtic de lleis a la universitat d'Osca, després durant setze anys jutge general de Catalunya. A la fi de la seva vida es va fer sacerdot després d'haver estat remogut de seu destí per les turbulències d'aquell temps. Va deixar dos fills i va morir amb més de vuitanta anys. Li publicaren diverses obres de temàtica jurídica:
- «Practicabilia Commentaria» (Colònia? 1617),
- «Additiones ad praxim Ludovici Peguera, simulque ordinem judicialem causarum usu frequentium in curia Barcinonensis Vicarii» (Antonio Lacaballeria, Barcelona, 1648)
- «Variae resolutiones juris» (Lió).
- «Tractatus regaliarum» (Gabriel Nogués, Barcelona, 1644), tractat sobre les regalies o drets de la reial corona per privilegi del Virrei el mariscal de la Motte.
- A l'edat de 77 anys va escriure una obra sobre l'antiguitat, preeminència jurisdicció i cerimònies del consolat de la Llotja de Mar. (Antonio Lacavalleria, Barcelona, 1655).